# Маза, Ибрахим
Ибрахим Маза (араб. إبراهيم مازا‎; нем. Ibrahim Maza; род.24 ноября 2005) — алжирский и немецкий футболист, полузащитник клуба «Байер 04» и национальной сборной Алжира.

## Клубная карьера

### Ранние годы
Родился в Берлине в семье вьетнамки и алжирца. С 2011 по 2018 год выступал в футбольной академии берлинского клуба «Райниккендорф Фюксе». В 2018 году присоединился к футбольной академии берлинской «Герты», где начал выступать на позиции нападающего, а также атакующего полузащитника и левого вингера. В сезоне 2022/23 выступал за команду «Герты» до 19 лет и за «Герту II» в Региональной лиге «Северо-Восток». Также в составе второй команды принял участие в Международном кубке Премьер-Лиги, где «Герта II» вылетела на стадии группового этапа.

### «Герта» Берлин
В апреле 2023 года подписал свой первый профессиональный контракт с «Гертой». 30 апреля 2023 года дебютировал в основном составе «Герты» в матче Бундеслиги против «Баварии». 27 мая 2023 года забил свой первый гол за «Герту» в матче Бундеслиги против «Вольфсбурга». Летом 2023 года после вылета «Герты» из Бундеслиги травмировался во время предсезонных сборов и пропустил первую половину сезона 2023/24. До конца сезона провёл 13 игр за берлинцев и забил свой единственный гол 24 февраля 2024 года в матче против «Айнтрахта» (Брауншвейг).

### «Байер 04»
1 мая 2025 года «Байер 04» объявил о переходе Мазы в состав леверкузенского клуба перед сезоном 2025/26.

## Карьера в сборной
Выступал за сборные Германии до 18, до 19 и до 20 лет.
10 октября 2024 года дебютировал за главную сборную Алжира в матче против сборной Того.